# Rožnica
Rožnica (lat. cornea) prozirni je prednji dio oka koji pokriva šarenicu, zjenicu i prednju očnu sobicu.
Zajedno s lećom, rožnica služi refrakciji svjetlosti i kao rezultat toga pomaže oku u fokusiranju i zaslužna je za približno dvije trećine refrakcijske moći oka. Kod čovjeka, refrakcijska moć rožnice je približno 43 dioptrije. Dok je rožnica odgovorna za veći dio moći fokusa oka, njezin fokus je stalan. Zakrivljenost leće, s druge strane, može se prilagoditi da postigne zadovoljavajući fokus ovisno o udaljenosti promatranoga predmeta. Medicinski termin koji se povezuje s rožnicom obično počinje s prefiksom „kerat-“ od grčke riječi κέρας, rog.

## Struktura
Rožnica je inervirana nemijeliniziranim živcima osjetljivim na dodir, temperaturu i kemikalije; dodir rožnice uzrokuje nevoljni refleks zatvaranja očnoga kapka. Zbog prozirnosti od iznimne je važnosti da rožnica nema krvnih žila; nutritijentima se opskrbljuje difuzijom iz suza s vanjske strane i iz očne vodice s unutarnje strane i isto tako neurotrofinima koji dolaze putem živčanih niti. U čovjeka, rožnica ima promjer oko 11.5 mm i debljinu od 0.5 do 0.6 mm u centru i 0.6 do 0.8 mm na periferiji. Transparentnost, avaskularitet, prisutnost nezrelih rezidentnih imunoloških stanica i imunološka privilegija? Čini rožnicu posebnim tkivom. Rožnica nema dotoka krvi, kisik dobiva direktno iz zraka.
Graniči s bjeloočnicom preko kornealnog limbusa.

## Slojevi
Ljudska rožnica, kao i u ostalih primata, ima pet slojeva. Rožnica mačke, psa i ostalih mesojeda ima samo četiri sloja. Od sprija prema natrag oni su:
1.	Rožnički epitel: tanki epitelni tkivni sloj (višeredni pločasti epitel) brzo sazrijevajućih i lako regenerativnih stanica koji je u doticaju sa suzama. Nepravilnost ili edem rožničkog epitela smanjuje glatkoću prijelaza na granici zraka i suza, najznačajnije komponente ukupne refrakcijske moći oka, što smanjuje vidnu oštrinu. Nastavlja se na spojnički epitel, sastoji se od 6 slojeva stanica. Konstantno dolazi do ljuštenja stanica površnog sloja dok se stanice bazalnog sloja za to vrijeme regeneriraju.
2.	Bowmanov sloj (spominje se i kao prednja granična membrana, ali ustrvari to nije membrana već kondenzirani sloj kolagena): čvrsti sloj koji štiti stromu rožnice, sastavljen od nepravilno poslaganih kolagenih vlakana. Njegova debljina iznosi 8-14 mikrona. Ovaj sloj nedostaje kod mesojeda.
3.	Rožnička stroma (substantia propria) - debeli, transparentni srednji sloj, sastoji se od pravilno poredanih kolagenih vlakana i rijetkih keratocita. Rožnička stroma se sastoji od približno 200 slojeva tipa I kolagenskih fibrila. 90% debljine rožnice čini njena stroma. Postoje dvije teorije koje objašnjavaju prozirnost rožnice:
1.	Mrežasti raspored kolagenskih fibrila u stromi. Raspršenje zraka svjetlost uzrokovano pojedinim fibrilama se poništava sa zrakama svjetlosti koje raspršuju druge individualne fibrile. (Maurice)
2.	Udaljenost susjednih kolagenskih fibrila strome mora biti <200 nm da bi rožnica bila prozirna. (Goldman and Benedek)
4.	Descementova membrana (stražnja granična membrana): tanki acelularni sloj koji ima ulogu modificirane bazalne membrane rožničkog endotela.
5.	Rožnički endotel: jednostavni? Rožnati ili niski kubični sloj sastavljen od jednog reda stanica bogatih mitohondrijima koje su odgovorne za regulaciju protoka tekućine i hranjivih tvari između očne vodice i stromalnih komponenti. (Riječ endotel se u ovome slučaju krivo upotrebljava pošto on graniči s očnom vodicom, a ne s krvlju ili limfom i samim time ima drugačiju funkciju, porijeklo i izgled od vaskularnog endotela). Za razliku od rožničkog epitela, stanice endotela ne degeneriraju. Umjesto toga, one se rastežu kako bi nadomjestile mrtve endotelne stanice i samim time se smanjuje stanična gustoća čime se remeti regulacija protoka tekućine. U slučaju da endotel zakaže u funkciji uredne regulacije protoka, dolazi do stromalnog edema i posljedično gubitka prozirnosti.

## Inervacija
Rožnica je jedna od najosjetljivih tkiva u tijelu, bogato je inervirana senzibilnim živčanim vlaknima koja dolaze putem oftalmičke grane trigeminalnog živca pomoću 70-80 dugačkih cilijarnih vlakana; i kratkih cilijarnih vlakana koja dolaze od n. Oculomoriusa.
Živci ulaze u rožnicu na tri razine: skleralnoj, episkleralnoj i konjunktivalnoj. Većina grana tvori mrežu u stromi koja inervira različite regije. Tri mreže su stromalna, subepitelna/Bowmanov sloj i epitelna. Receptivno područje pojedinog živca je vrlo veliko i može doći do preklapanja.
Rožnički živci subepitelnog sloja konvergiraju i završavaju blizu vrha rožnice u obliku spirale.

## Očuvanje prozirnosti rožnice
Nakon smrti ili odstranjivanja oka, rožnica absorbira očnu vodicu, zadeblja i postaje mutna. Prozirnost se može obnoviti stavljanjem u toplu, dobro ventiliranu komoru na 31°C, omogućujući tekućini da izađe iz rožnice te da postane transparentna. Rožnica uzima tekućinu iz očne vodice i malih krvnih žila limbusa ali crpka izbacuje tekućinu odmah nakon ulaska. Pri nedostatku energije rad crpke može zatajiti ili usporiti, uzrokujući edem. Ovo se može dogoditi nakon smrti ali stavljanjem oka u toplu komoru, zalihe šećera i glikogena mogu održati rožnicu transparentnom minimalno jedan dan. Kada nastupi oštećenje rožnice, kao npr. prilikom virusne infekcije, kolagen kojim se obnavlja oštećenje nije pravilno poredan što dovodi do zamućenja (leukom).

## Funkcija
Optička komponenta ima udio u stvaranju smanjenja obrnute slike na retini. Optički sustav oka se sastoji od četiri površine – dvije na rožnici i dvije na leći. Zrake se lome prema sredini. Udaljene zrake, zbog paralelne prirode, konvergiraju u točki na retini. Rožnica propušta svjetlo pod najvećim kutom. Vodenkast i staklast medij ima refrakcijski indeks 1.336, a rožnica 1.3376 tako da je prolazak iz rožnice u vodeni medij neznatan.

## Klinička važnost

### Tretmani i postupci

#### Kirurški postupci
Različite tehnike refrakcijske kirurgije oka mijenjaju oblik rožnice tako da smanje potrebu za korektivnim lećama ili da se poboljša refrakcijsko stanje oka. U mnogim tehnikama koje se danas koriste rožnicu se preoblikuje fotoablacijom pomoću excimer lasera.
U slučajevima kada stroma postane neprozirna, nepravilna ili se stvori edem moguće je transplantirati rožnicu preminulog donora. Zbog toga što rožnica nema krvnih žila male su šanse za odbacivanje nove rožnice.
U razvoju su i sintetičke rožnice (keratoproteza). Većina su tek plastični implanti, ali postoje leće koje se sastoje od biokompatibilnih sintetičkih materijala koji potiču tkivo da srastu sa sintetičkom rožnicom.

#### Nekirurški postupci
Ortokeratologija je metoda koja se koristi specijaliziranim tvrdim ili krutim kontaktnim lećama propusnim za plin kojima se trenutačno preoblikuje rožnica čime se poboljšava refrakcijsko stanje oka ili smanjuje potreba za naočalama i kontaktnim lećama.

## Slike
- Shematski crtež ljudskog oka.
1. Stražnja očna sobica
2. Prednja očna sobica
3. Rožnica
4. Zjenica
5. 
6. Šarenica
7. Zonularna vlakna
8. Žilnica
9. Bjeloočnica
10. Suspenzorni ligament
11. Leća
12. Staklasto tijelo
13. Hijaloidni kanal
14. Mrežnica
15. 
16. Fovea
17. Optički disk
18. Vidni živac
19. Mrežnične krvne žile
- 1. Epitel.
2. Bowmanova membrana.
3. Stroma rožnice (lat. substantia propria corneae).
4. Descemetova membrana.
5. Endotel prednje očne sobice.
a. Kosa vlakanca u prenjem sloju rožnične strome. 
b. Lamele čija su vlakna prerezana poprečno, pa se prikazuju kao točkice.
c. Stanice rožnice, keratociti, na presjeku izgledaju vretenasto.
d. Lamele čija su blakna prerezana uzdužno. 
e. Prelazak u bjeloočnicu gdje su vlakanca izrazitija, a epitel deblji.
f. Poprečno prerezane male krvne žile blizu ruba rožnice.
- Starenjem se broj endotelnih stanica rožnice smanjuje, što nadoknađuju povećanjem površine svake pojedine stanice